# Rada Generalna Stanów Skonfederowanych Konfederacji Barskiej
Rada Generalna Stanów Skonfederowanych Konfederacji Barskiej – Generalność – naczelny organ władz konfederacji barskiej w latach 1769–1772, który tworzyli przedstawiciele 66 lokalnych konfederacji Korony i Litwy..
Powołana z inicjatywy dyplomacji francuskiej, która utworzenie Rady Generalnej Stanów Skonfederowanych traktowała jako warunek udzielenia konfederatom pomocy finansowej i wojskowej. Założona 31 października 1769 w ratuszu Białej przez biskupa kamienieckiego Adama Stanisława Krasińskiego. Do jej władz weszli: Michał Jan Pac jako marszałek generalny konfederacji na Litwie, Joachim Karol Potocki jako regimentarz koronny, Józef Sapieha jako regimentarz litewski. Od grudnia 1769 władze barżan rezydowały w Preszowie. W 1771 zmuszone zostały do przeniesienia się do Cieszyna.
Generalność utrzymywała swoich przedstawicieli dyplomatycznych, za pośrednictwem których próbowała wpływać na dyplomację europejską. W październiku 1770 za poduszczeniem Francji ogłosiła akt detronizacji Stanisława Augusta Poniatowskiego i proklamowała bezkrólewie.